# ARE Idé 2
ARE Idé 2 var en reklambyrå inom ARE-bolagen. 1965 startades reklambyrån ARE-film som sedermera bytte namn till ARE idé 2. Känd för sina framgångsrika valkampanjer för Socialdemokraterna och chefer som till exempel Sven O Andersson, EU-parlamentarikern Göran Färm och fd. statsråden Kjell Larsson och Harald Ullman.
1991 slogs Reklambyråerna Are Idé 1 och Are idé 2 ihop och bildade ARE Annonsbyrå AB. Byrån var en av de 10 största reklambyråerna i Sverige och var inriktad på samhällsreklam. 1993 såldes byrån till bland annat Harald Ullman, som bildade Måndag Annonsbyrå. 1996 ändrade Måndag Annonsbyrå verksamhet från reklam till webb. Bolaget bytte namn till 1 trappa upp webbyrå. 1989 bytte företaget namn till Entrappa AB och fick en bredare inriktning. Bland annat startade man olika internetbaserade bolag tillsammans med Schibstedts riskkapitalbolag Hierta Ventures.